# Complô dos médicos
O Complô dos médicos judeus foi, segundo a versão oficial do Estado Soviético, uma conspiração dos médicos judeus, sob ordens da inteligência estadunidense, que teriam como objetivo assassinar os principais quadros do Partido Comunista da União Soviética, inclusive o próprio Stalin.
"Prendam os Médicos Assassinos" — alardeava a manchete do Pravda a 13 de Janeiro de 1953. "Os médicos do Kremlim, judeus em sua maioria, assassinaram os maiores líderes soviéticos, e tramaram contra outros, talvez até contra o próprio Stalin".
Depois da morte de Stalin, em março de 1953, os líderes da União Soviética assumiram que o caso foi fabricado com o objetivo de prender e executar líderes comunistas que se opunham a Stalin. Em abril do mesmo ano, o mesmo Pravda dizia que "os médicos tinham sido presos sem nenhuma base legal" e acrescentava que os "investigadores super zelosos se haviam esquecido de que estavam a serviço do povo e que sua missão era salvaguardar a lei soviética".